# Protologie
Protologie (von griechisch prōton „das Erste“ und -logie „Lehre“) bezeichnet die theologische oder philosophische Lehre vom „Ersten“. Gegenstand protologischer Erkenntnisbemühungen ist die angenommene Verursachung von allem durch ein universelles Prinzip, eine erste Ursache, die als ursprungsloser Ursprung von allem gilt. In der katholischen Theologie ist die Lehre von Gottes schöpferischem Wirken gemeint, in der Philosophie das auf Platon zurückgeführte Konzept der Urprinzipien.

## Theologischer Begriff
In der katholischen Theologie versteht man unter Protologie die Lehre vom Anfang, von den „ersten Dingen“, das heißt von der Erschaffung der Welt und des Menschen und vom schöpferischen Wirken Gottes. Das Wort ist in Anlehnung an „Eschatologie“ (Lehre von den letzten Dingen) gebildet. Im Rahmen des theologischen Verständnisses der Heilsgeschichte werden Protologie und Eschatologie eng miteinander verknüpft. So bemerkt Gerhard Ludwig Müller: Von dieser Grunderfahrung der wirkmächtigen Präsenz Gottes her weitet sich der Horizont auf den allumfassenden Ursprung (Protologie) und die alles abschließende Vollendung der Welt (Eschatologie).

## Philosophischer Begriff
In der Philosophie ist der Begriff „Protologie“ von dem italienischen Philosophiehistoriker Giovanni Reale geprägt und von anderen Forschern aufgegriffen worden. Als Protologie – „Lehre vom Ersten“ – bezeichnet Reale die dem Philosophen Platon zugeschriebene Prinzipienlehre oder „ungeschriebene Lehre“, deren Gegenstand die beiden ersten Prinzipien oder Urprinzipien –  das Eine und die „unbestimmte Zweiheit“ – sind. Auf das Zusammenwirken der Urprinzipien wird in der Prinzipienlehre alles zurückgeführt. 